# 早見慶子
早見 慶子（はやみ けいこ、1958年 - ）は、日本の作家、薬剤師。元戦旗・共産主義者同盟メンバー。本名は八名見江子。愛知県出身、東京理科大学薬学部卒業。
著書やイベントなどで左翼運動経験を語っている。別冊宝島『左翼はどこへ行ったのか!』は早見の人物紹介をしている。法政大学文化連盟の賛同人。脱原発運動にも取り組んでいる。
竹内洋は『I LOVE 過激派』について、「『なんクリ』のどこまでも透明な女子大生とは対極の熱い生の記録である」が「同質の寂しさと哀しさを感じてしまう」と述べている。鈴木邦男は『カルト漂流記 オウム篇』について、「元「過激派」の著者が体験したオウム真理教。全く新しいオウム論だ。」と述べている。

## 略歴
- 1958年、愛知県豊橋市に生まれる[11]。
- 1976年、東京理科大学薬学部に入学。民主学生同盟（民学同）に加入する[11][12]。
- 1983年、戦旗・共産主義者同盟に加入する[11][12]。
- 1984年、アジト生活を始める[11]。三里塚を中心に、党支部の運営やオルグ活動を担う[13]。
- 1991年、戦旗・共産主義者同盟を脱退する[11]。スピリチュアルやヨガに関心を持つ[11]。
- 1993年、オウム真理教の主催するコンサートに参加し、1995年まで交流する[11]。
- 1996年から「文化や歴史について討論するサークル」である「イリオス」を主宰[11][2]。
- 1998年、第18回参議院議員通常選挙で埼玉選挙区から本名の八名見江子（自由連合）で立候補。89,480票を獲得するも落選。
- 2007年、「タオ自然学」の勉強会を始める[11]。『I LOVE 過激派』の出版以降、執筆や講演活動が増加したとされる[14]。

## 著書
単著
- （八名見江子名義）『薬のリスク――クスリに頼りすぎる日本人』（ミオシン出版、2000年5月）ISBN 978-4887018570
- （八名見江子名義）『ママは子育て一年生――子どもの病気と薬と手当て』（本の泉社、2005年5月）ISBN 978-4880238913
- 『I LOVE 過激派』（彩流社、2007年9月）ISBN 978-4-7791-1289-8
- 『カルト漂流記 オウム篇』（彩流社、2009年5月）ISBN 978-4779114434

責任編集
- 『イチゼロ Vol.1 [緊急創刊号] 』（世界書院、2010年10月）ISBN 978-4792721107
- 『イチゼロ Vol.2 [2011年秋号] 』（世界書院、2011年9月）ISBN 978-4-7927-2000-1
- 『イチゼロ Vol.3 [2012年秋号] 』（世界書院、2012年12月）ISBN 978-4-7927-2003-2